# Région économique du Haut-Chirvan
La région économique du Haut-Chirvan (en azéri : Dağlıq Şirvan iqtisadi rayonu) est l'une des quatorze régions économiques de l'Azerbaïdjan. Elle comprend les raïons de Ağsu, Chamakhi, Ismailli et Qobustan.

## Histoire
La région économique a été créée par le décret du président de l'Azerbaïdjan du 7 juillet 2021 « sur la nouvelle division des régions économiques de la république d'Azerbaïdjan ».

## Géographie
La région est située au nord-est du pays et s'étend sur 6 060 km2.

## Démographie
En 2021, la population est estimée à 324 800 habitants.